# Sérgio Cabral

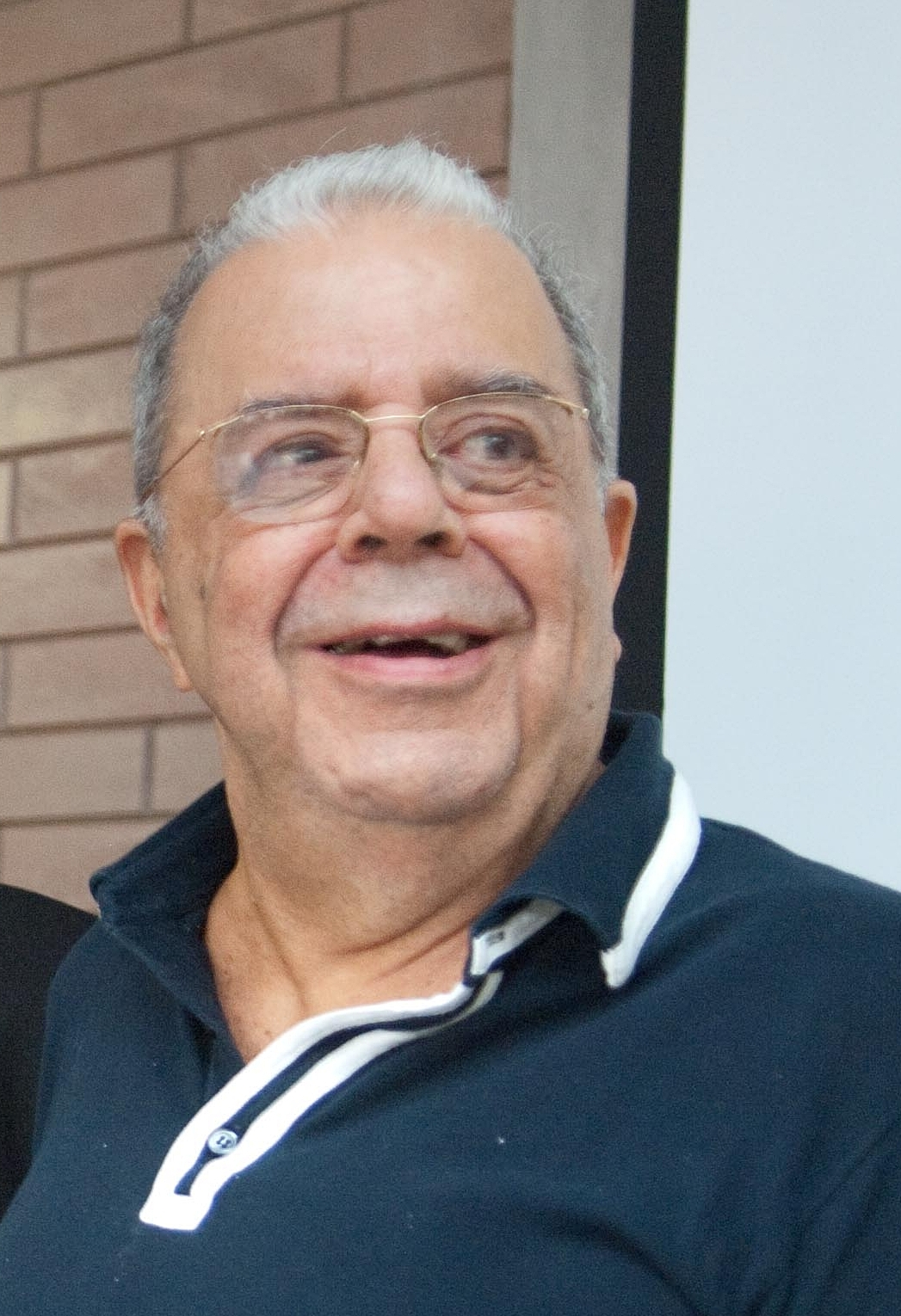
Cabral (2010)

Sérgio Cabral Santos (* 17. Mai 1937 in Rio de Janeiro; † 14. Juli 2024 ebenda) war ein brasilianischer Journalist, Schriftsteller, Schauspieler, Musikkritiker und Komponist.

## Biografie
Er wurde im Stadtteil Cascadura von Rio geboren und wuchs im nördlichen Stadtteil Calvacante auf. Im Alter von vier Jahren wurde er Waise. Seine Karriere begann 1957 als Polizeireporter für das Diário da Noite, eine tägliche Abendzeitung, die vom Medienkonzern Diários Associados herausgegeben wurde. Im Jahr 1969, schon als politischer Redakteur von Última Hora, schloss er sich mit dem Cartoonisten Jaguar und mit Tarso de Castro zusammen und schuf die regimekritische oppositionelle Wochenzeitung O Pasquim.
Während der Diktatur wurde er für seine Aktivitäten in der Zeitung verhaftet. Später war er für Zeitungen, Rundfunk und Fernsehen tätig und unter anderem auch Stadtrat der Stadt Rio zwischen 1983 und 1993. Im selben Jahr wurde er als Berater des Rechnungshofs verpflichtet, eine Position, die er bis Mai 2007 innehatte, als er in den Ruhestand ging.
Er war der Vater des Journalisten und Politikers Sérgio Cabral Filho, eines ehemaligen Gouverneurs des Bundesstaates Rio de Janeiro.